# 데비보원반날개박쥐
데비보원반날개박쥐(Thyroptera devivoi)는 원반날개박쥐과에 속하는 박쥐의 일종이다. 브라질과 기아나에서 발견된다. 4점의 표본만이 알려져 있으며, 사바나와 잡목 지역에서 서식한다. 자연 서식지가 목초지 또는 농경지로 급속히 바뀌고 있어 멸종 위협을 받고 있다.